# Wendling (Gemeinde Großengersdorf)
Wendling ist ein abgekommener Ort im Südosten der Gemeinde Großengersdorf in Niederösterreich.
Im Franziszeischen Kataster wird noch eine kleine Stelle des ehemaligen Dorfes als „oed“ bezeichnet.
Während des Dreißigjährigen Krieges wurde der Ort derart schwer in Mitleidenschaft gezogen, dass er danach nicht wieder errichtet wurde. Die heutige Wüstung war als Uferzeilendorf ausgebildet und liegt am Fuß eines Abhanges, an dem der Mühlbach entlang fließt. Streckenweise markiert eine leichte Bodenwelle die ehemalige Häuserzeile und am nördlichen Ende erhebt sich eine Düne, die mit Robinien bestockt ist. Diese Düne ist stark durchgraben, vermutlich ein Rest des Zweiten Weltkrieges und wird heute als Ablagerungsplatz verwendet. Das öde Dorf Wendling wird in der Karte von Marinoni (1725) zum Wolkersdorfer Dienst gezählt. Die östlich des Mühlbaches gelegenen Äcker führen den Namen „Wendling hinter der Zeil“ und stellen die heutige Katastralgemeinde Wendlingerhof dar.
Nach dem Niedergang von Wendling wurde weiter östlich der Wendlingerhof errichtet, ein Schafhof, der sich zu einem landwirtschaftlichen Betrieb weiterentwickelte. In jüngster Zeit wurde Wendlingerhof wieder besiedelt und ist heute unter dem Namen Wendlingerhof eine Waldsiedlung.